# 突發性肺水腫
突發性肺水腫（flash pulmonary edema，簡稱FPE）是描述肺水腫突然發作的狀態。本病症通常是心肌梗死或二尖瓣逆流引起，但主動脈逆流、心臟衰竭，或任何導致左心室壓升高的原因。突發性肺水腫的治療必須針對潛在因子治療，並維持足夠維生的氧合水平，並給予利尿劑及降低肺循環壓力。
復發性突發肺水腫被認為與高血壓相關，且會惡化肾动脉狭窄。控制高血壓、冠狀動脈疾病、腎血管性高血壓，以及心衰竭可以預防突發性肺水腫復發。

## 外部連結
- Flash pulmonary edema （页面存档备份，存于） - UpToDate.com
- Diastolic dysfunction （页面存档备份，存于） - heartdisease.about.com